# Guerra civil del Reino del Congo
La Guerra Civil del Reino del Congo fue un conflicto interno que afectó a dicho reino entre 1665 y 1709 por el trono vacante tras la muerte de António I en la batalla de Ambuíla entre las casas nobles de Kilanza y Kimpanzu. En guerras civiles posteriores, numerosos pretendientes afirmaron ser descendientes de una u otra de las casas, como Álvaro XIV del Congo y Silva de Soyo. La guerra debilitó mucho al reino, su capital, M'Banza Kongo, fue destruida y muchos bacongos fueron vendidos como esclavos.
La destrucción de la capital del reino en 1678 significó el fin del antiguo reino del Congo durante casi veinte años, periodo en el que el país queda dividido de facto en tres reinos rivales dirigidos por los reclamantes del trono del Congo.